# Lampranthus macrostigma
Lampranthus macrostigma är en isörtsväxtart som beskrevs av L. Bol. Lampranthus macrostigma ingår i släktet Lampranthus och familjen isörtsväxter. Inga underarter finns listade i Catalogue of Life.